# 弦楽六重奏曲第2番 (ブラームス)
弦楽六重奏曲第2番（げんがくろくじゅうそうきょくだいにばん）ト長調作品36は、ヨハネス・ブラームスが1865年に作曲した弦楽六重奏曲。同編成の弦楽六重奏曲第1番作品18と並んで親しまれている。

## 作曲の経緯

### 第1番の作曲から第2番の作曲まで
1860年に弦楽六重奏曲第1番を完成させ翌年に出版した後、ブラームスは1862年に、ハンブルクからウィーンに旅行に出かける。そこで、批評家エドゥアルト・ハンスリックをはじめとする多くの人々と親交を結び、その年からウィーンに定住する。その翌年には、ウィーン・ジングアカデミーの指揮者に就任した。その後、ジングアカデミーの指揮者は1864年に辞任するものの、ブラームスはその後もウィーンにとどまり作曲活動を続ける。弦楽六重奏曲第2番はこのような最中で作曲された。
この曲のスケッチは1855年にまでさかのぼることができる。この年から、ブラームスはたびたびクララ・シューマンに宛てた手紙の中でこの曲の一部を披露している。作曲が本格的に行われたのは1864年からのことであり、その年の内に第3楽章までの作曲を完了した。全曲の作曲は、遅くとも翌年の7月までには完了した。ブラームスは、友人のヘルマン・レヴィに宛てた7月26日付け手紙の中で、この曲の四手ピアノ用の編曲が完了したことを伝えている。
出版は、紆余曲折を経てジムロック社から1866年4月に行われた。この時出版されたのは、総譜、パート譜、四手ピアノ用の楽譜であった。初演は、同年10月にアメリカのボストンにて、メンデルスゾーン五重奏団演奏会にて行われた。ヨーロッパ初演は11月にチューリヒで、ウィーン初演は1867年にそれぞれ行われている。

### いわゆる「アガーテ音型」について
この曲の作曲の際に必ず持ち上がる問題が、ブラームスのかつての恋人アガーテ・フォン・ジーボルト（Agathe von Siebold, 江戸時代に来日したシーボルトの親類）との関係である。ブラームスは、デトモルトの宮廷ピアニストを務めていた1858年にゲッティンゲンにて大学教授の娘だったアガーテと知り合い、恋愛関係に陥る。彼女はきわめて美しい声の持ち主で、ブラームスは彼女が歌うことを想定した歌曲を作曲している。しかし、1859年にアガーテから婚約破棄を伝えられ、この恋愛は終わることとなる。
前述のように、弦楽六重奏曲第2番のスケッチは遅くても1855年から始まっている。ブラームスは、この曲のうちにアガーテへの思いを断ち切る決意を秘めた伝えられている。その根拠として挙げられるのが、第1楽章の第2主題終結部に現れるヴァイオリンの音型である。この音型は、イ－ト－イ－ロ－ホという音であるが、ドイツ語音名で読み替えるとA－G－A－H－Eとなる。これは、アガーテの名(Agahte)を音型化したものだ、といわれている。また、ブラームス自身が「この曲で、最後の恋から解放された」と語った、とも伝えられたということも相まって、ブラームスの友人で彼の最初の伝記作家となったマックス・カルベック(Max Kalbeck, 1850-1921)以来、有名な逸話として伝えられている。
しかし冷静に考えるならば、この逸話にはいくつかの疑問点が浮かび上がる。その第1に、果たしてこの音型は本当にアガーテを音型化したものなのか、という点である。ブラームス自身はこの音型について何も語ってもいないし、ドキュメントも残していない。ということは、この音型がアガーテを音型化したものであるということに対して、反論する証拠がないと同時にそれを裏付ける証拠もないわけである。また、作曲時期についても、この逸話が第1番の作曲時期（1860年）ならば納得できようが、果たして失恋（1859年）と第2番の作曲時期（1864年～1865年）との間にこれほどの隔たりがあるものか、という点が疑問として残る。さらに言うならば、カルベックの記述に対して、ブラームスの作品をあまりにも詩的に解釈しすぎているのでは、という批判が存在するのも事実である。この逸話については、カルベックの記述がすべての源であるということをあわせるならば、その信憑性についてはもう少し慎重を期すべきである。

## 編成について
ヴァイオリン 2、ヴィオラ 2、チェロ 2
前作と同じ編成である。

## 構成
以下の4楽章からなる。
第1楽章 Allegro non troppo
ト長調、ソナタ形式による。ヴィオラのさざ波のような音型にいざなわれるように、ヴァイオリンに息の長い第1主題が現れる。この主題は途中で変ロの音や変ホの音をとるため、ト短調のような印象を与える。やがて楽器を加えながら高揚していき、チェロに伸びやかな第2主題が現れる。この第2主題がヴァイオリンにより繰り返されたその最後に、結尾として例の「アガーテ音型」が登場する。展開部は、さざ波の音型を基盤としながら、主に第1主題を中心に展開していく。この展開がひとしきり終わった後に、緩やかに再現部へと入っていく。
第2楽章 Scherzo, Allegro non troppo - Trio, Presto giocoso
ト短調、複合三部形式による。主部はハンガリー風の2拍子のスケルツォ。中音域以下がピチカートをする中、ヴァイオリンが愁いを帯びた主題を提示する。トリオではト長調の3拍子に変わり、それまでの憂いから解放されたように明るい旋律となる。中間部では持続音の間に活発なメロディが挟まる。その後主部が戻ってくる。そして、第1部のコーダをアニマートで処理しこの曲を終わる。
第3楽章 Poco adagio
ホ短調、変奏曲形式による。主題と5つの変奏からなる楽章で、変奏曲作曲家ブラームスの手法が光る楽章。主題はヴァイオリンに現れるが、伴奏が2連符と3連符によって同時進行する形をとっており、かなり複雑なテクスチャーを築いている。ハンスリックはこの楽章について「主題のない変奏曲」と評している。最後は同主調のホ長調で静かに終わる。
第4楽章 Poco allegro
ト長調、ソナタ形式による。9/8拍子のリズムに乗って16分音符の細かいパッセージによって始まる。クレッシェンドして高揚した後、ヴァイオリンによって静かに第1主題が現れる。この主題を扱いながらフォルテになると、ヴァイオリンのオブリガートを伴って、チェロに第2主題が現れる。これは高音で伸びやかに歌われる。展開部は比較的短く、第1主題を断片的に扱いながら転調を繰り返す。やがて再現部に戻るものの、再現部は幾分簡略化されている。コーダは長く、第1主題を元に気分を高揚させていき華やかに曲を結ぶ。